# Vallecrosia
Vallecrosia (im Ligurischen: Vallecrösia oder Vallecrösa) ist eine norditalienische Gemeinde mit 6776 Einwohnern (Stand 31. Dezember 2023) in der Region Ligurien. Politisch gehört sie zu der Provinz Imperia und gehört zum Ballungsgebiet von Ventimiglia.

## Geographie
Vallecrosia liegt am Ligurischen Meer, an der Mündung des Flusses Verbone. Von der französischen Grenze ist die Gemeinde circa 12 Kilometer, von der Provinzhauptstadt Imperia ungefähr 40 Kilometer entfernt.
Nach der italienischen Klassifizierung bezüglich seismischer Aktivität wurde die Gemeinde der Zone 3 zugeordnet. Das bedeutet, dass sich Vallecrosia in einer seismisch wenig aktiven Zone befindet.

## Klima
Das Klima gemäßigt, mediterran mit milden Temperaturen im Winter (Durchschnittstemperatur Januar bei +10 °C) und warmen Sommermonaten (Durchschnittstemperatur im Juli und August bei +24 °C). Gelegentlich tritt im Winter Frost auf; Schneefall bleibt jedoch die Ausnahme. Die Sommerhitze wird oft von einer Meeresbrise aus südwestlicher Richtung abgekühlt.
Die Gemeinde wird unter Klimakategorie C klassifiziert, da die Gradtagzahl einen Wert von 1109 besitzt. Das heißt, die in Italien gesetzlich geregelte Heizperiode liegt zwischen dem 15. November und dem 31. März für jeweils 10 Stunden pro Tag.

## Kulinarische Spezialitäten
In der Umgebung wird auch der einzig nennenswerte DOC-Rotwein Liguriens angebaut – der Rossese di Dolceacqua.